# 황영국
황영국(黃永國, 1995년 12월 26일 ~ )은 전 KBO 리그 한화 이글스의 투수이다.

## 아마추어 시절
청주고 1~2학년 때 팔꿈치 부상으로 재활에 몰두했다. 3학년 때인 2013년 초 구속이 140km/h 초중반까지 올라갔다. 그 해 주말 리그와 광역 리그를 통틀어 2점대 평균자책점을 기록했다. 그 후 한화 이글스의 1차 지명을 받았다.

## 한화 이글스시절
2013년 9월 15일에 계약금 2억원의 조건으로 입단하였다.

## 경찰 야구단시절
2015년에 입단하였다.

## 한화 이글스복귀
2016년에 복귀하였다. 2022년 10월에 방출됐다.

## 출신 학교
- 충북 우암초등학교
- 청주중학교
- 청주고등학교

## 통산 기록
| 연도 | 팀명  | 평균자책점 | 경기 | 완투 | 완봉 | 승 | 패 | 세 | 홀 | 승률 | 타자 | 이닝 | 피안타 | 피홈런 | 볼넷 | 사구 | 탈삼진 | 실점 | 자책점 |
| ---- | ----- | ---------- | ---- | ---- | ---- | -- | -- | -- | -- | ---- | ---- | ---- | ------ | ------ | ---- | ---- | ------ | ---- | ------ |
| 2014 | 한화  | 9.00       | 1    | 0    | 0    | 0  | 0  | 0  | 0  | -    | 5    | 1    | 2      | 0      | 1    | 0    | 0      | 1    | 1      |
| 2019 | 한화  | 6.75       | 6    | 0    | 0    | 0  | 0  | 0  | 0  | -    | 20   | 4    | 8      | 2      | 1    | 0    | 6      | 3    | 3      |
| 2020 | 한화  | 10.24      | 21   | 0    | 0    | 0  | 0  | 0  | 4  | -    | 101  | 19.1 | 29     | 3      | 14   | 2    | 17     | 22   | 22     |
| 통산 | 3시즌 | 9.62       | 28   | 0    | 0    | 0  | 0  | 0  | 4  | -    | 126  | 24.1 | 39     | 5      | 16   | 2    | 23     | 26   | 26     |